# Davi Araújo
Davi Machado dos Santos Araújo, noto semplicemente come Davi Araújo (Paracatu, 20 marzo 1999), è un calciatore brasiliano, attaccante del Real Brasília.

## Caratteristiche tecniche
È un'ala destra molto tecnica, brava nell'uno contro uno e dotata di un'ottima capacità di lettura del gioco.

## Carriera
Cresciuto nel settore giovanile dei Mamoré, ha esordito il 19 febbraio 2017 disputando l'incontro del Campeonato Mineiro Módulo II perso 2-0 contro il Patrocinense. Dal 2018 al 2019 ha giocato per il Paracatu nel Campionato Brasiliense per poi passare nel 2020 al Dom Pedro.
Il 18 agosto 2020 è stato acquistato dal Botafogo in prestito per un anno con opzione di riscatto. Ha debuttato il 29 agosto seguente disputando l'incontro del Brasileirão perso 2-0 contro l'Internacional.

## Statistiche
Statistiche aggiornate al 28 settembre 2020.

### Presenze e reti nei club
| Stagione        | Squadra          | Campionato      | Campionato | Campionato | Coppe nazionali | Coppe nazionali | Coppe nazionali | Coppe continentali | Coppe continentali | Coppe continentali | Altre coppe | Altre coppe | Altre coppe | Totale | Totale | Totale |
| Stagione        | Squadra          | Comp            | Pres       | Reti       | Comp            | Pres            | Reti            | Comp               | Pres               | Reti               | Comp        | Pres        | Reti        | Pres   | Reti   |        |
| --------------- | ---------------- | --------------- | ---------- | ---------- | --------------- | --------------- | --------------- | ------------------ | ------------------ | ------------------ | ----------- | ----------- | ----------- | ------ | ------ | ------ |
| 2017            | Mamoré           | M2/MG           | 3          | 0          |                 | -               | -               |                    | -                  | -                  |             | -           | -           | 3      | 0      |        |
| 2018            | Paracatu         | PD/DF           | 1          | 0          |                 | -               | -               |                    | -                  | -                  |             | -           | -           | 1      | 0      |        |
| 2019            | Dom Pedro        | PD/DF           | 14         | 3          |                 | -               | -               |                    | -                  | -                  |             | -           | -           | 14     | 3      |        |
| 2020            | Dom Pedro        | PD/DF           | 5          | 2          |                 | -               | -               |                    | -                  | -                  |             | -           | -           | 5      | 2      |        |
| 2020            | Tigres do Brasil | A/RJ+A          | 0+5        | 0          | CB              | 1               | 0               |                    | -                  | -                  |             | -           | -           | 6      | 0      |        |
| Totale carriera | Totale carriera  | Totale carriera | 28         | 5          |                 | 1               | 0               |                    | -                  | -                  |             | -           | -           | 29     | 5      |        |